# Annibale Riccò
Annibale Riccò (født 15. september 1844, død 23. september 1919) var en italiensk astronom.